# UK drill
UK drill là một nhánh phụ của nhạc Drill và rap đường phố bắt nguồn từ quận Brixton ở Nam Luân Đôn từ năm 2012. Ban đầu, các nghệ sĩ UK drill vay mượn nhiều từ phong cách nhạc Drill Chicago trước khi tạo ra bản sắc của riêng mình. Các bài rap UK drill có chủ đề về lối sống bạo lực và khoái lạc. Thông thường, những người tạo ra phong cách âm nhạc này có liên quan với các băng đảng hoặc đến từ các khu vực lân cận có điều kiện kinh tế xã hội thiếu thốn, nơi tội phạm là lối sống của nhiều người.
UK drill có liên quan chặt chẽ với rap đường phố, một phong cách gangsta rap của Anh đã trở nên phổ biến trong những năm trước khi nhạc Drill ra đời. UK Drill thường có ngôn ngữ bạo lực và khiêu khích, dẫn đến việc thể loại này được cho là nguyên nhân khiến tội phạm dùng dao gia tăng ở London.